# Rugby à XIII amateur
Le rugby à XIII amateur (Amateur rugby league en anglais)  est le rugby à XIII pratiqué par des joueurs non professionnels.
Que ce soit de jure, dans le cadre d'instances ou de structures spécifiques, ou de facto, par des joueurs qui pratiquent ce rugby dans un cadre classique de compétition, sans être rémunérés. Ce qui peut être le cas en raison du faible niveau compétitif de l'équipe dans laquelle ils jouent,   des faibles moyens financiers de celle-ci, ou de la faible notoriété du XIII dans la région de pratique. Ou parfois de ces trois éléments cumulés.
Ses pratiquants peuvent être dans des situations diverses  : leur statut amateur peut en effet leur permettre de recevoir une forme d'indemnisation ou de prise en charge de certains aspects de leur pratique (licence sportive, assurance, frais de déplacements), une aide pour trouver un emploi , ou bien, au contraire, tous ces frais peuvent rester à leur charge et la pratique de ce rugby apparait alors comme un simple loisir. 
Présenté comme le sport professionnel par excellence, dérivé du rugby à XV qui a souhaité, sans succès,  rester amateur , le rugby à XIII voit néanmoins ses pratiquants amateurs exercer un rôle de plus en plus actif dans le développement du sport .

## Dans les pays anglophones: médiatisé, reconnu et organisé

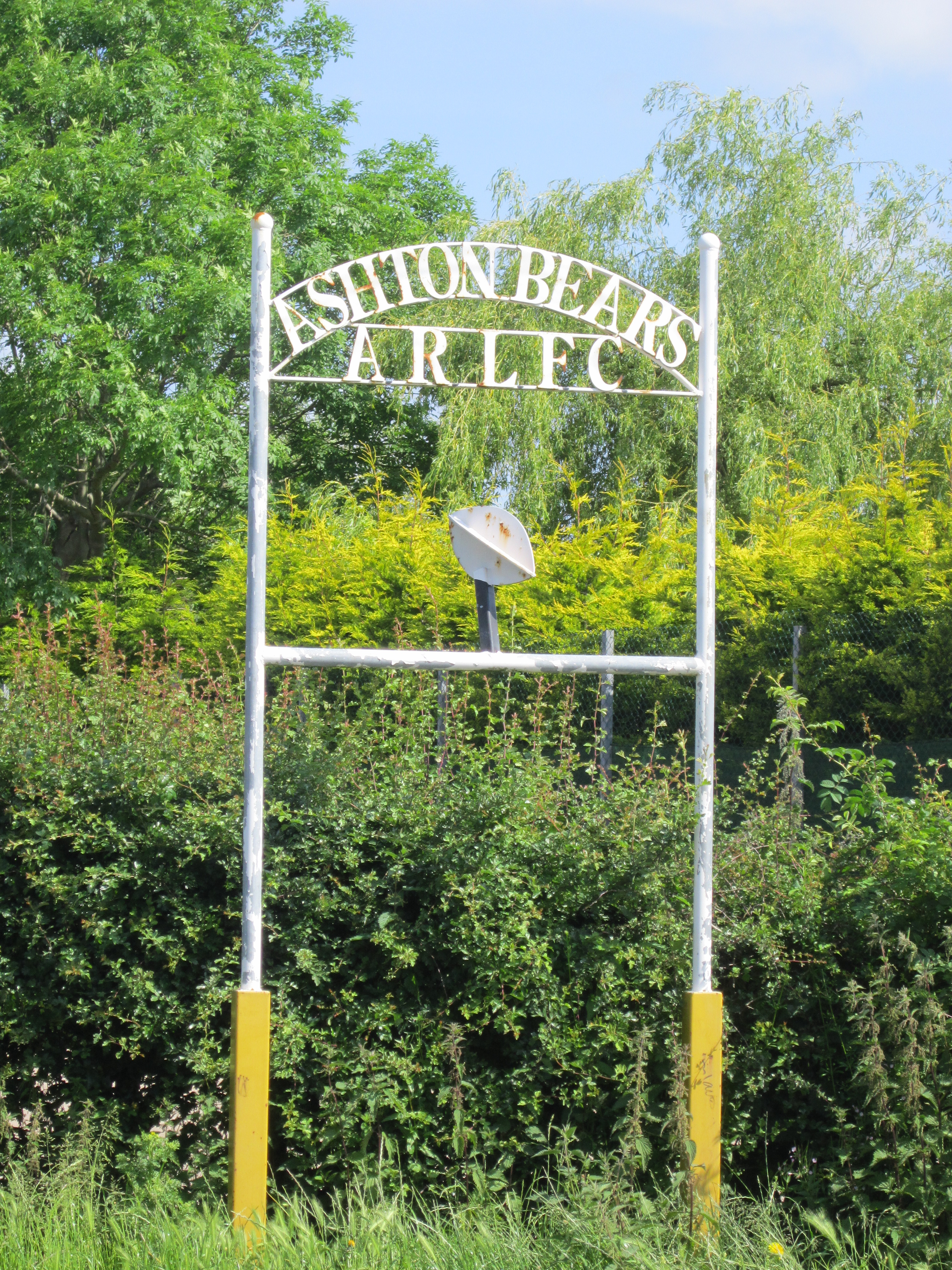
Panneau d'un club amateur anglais, celui de Ashton. Les initiales « ARL », présentes dans le nom du club, indiquent qu'il s'agit d'un club amateur

L'Angleterre et l'Australie , les deux nations majeures de rugby à XIII, sont les terres de prédilection du rugby à XIII amateur.
Celui-ci est régi  dans ces pays par des entités structurées.  
En Angleterre l'Association de rugby à XIII amateur britannique (ou BARLA) régit ce sport, en organisant des compétitions, tournois et des tournées de rugby à XIII amateur britannique. Généralement, les clubs anglais amateurs portant les lettres « ARL »  (Amateur Rugby League)  dans leur désignation. Cette association s'est d'ailleurs créée en 1973 pour endiguer la diminution des clubs amateurs en Angleterre, clubs qui étaient gérés par la Fédération anglaise de rugby à XIII, la RFL.  
Mais les clubs amateurs anglais (et de manière plus générale, les clubs écossais et gallois) font partie intégralement du paysage treiziste de la Grande-Bretagne : ils sont admis chaque année à disputer la Coupe d'Angleterre. Ils y sont intégrés, par tirage au sort,  dès le premier tour.  
En dehors d'Angleterre, mais en restant dans les Îles britanniques, il existe également un championnat gallois, la Welsh National Conference dont les meilleurs joueurs, amateurs, alimentent une sélection nationale ; les Wales Dragonhearts  (« cœurs de dragon » gallois en français). Le fait de pratiquer le rugby à XIII est amateur est tellement « rentré dans les mœurs »  au Royaume-Uni,  que la BBC propose même aux visiteurs intéressés de trouver un club amateur de rugby à XIII, via un moteur de recherche sur son site internet.  
En Australie, il existe des championnats amateurs spécifiques, qui reçoivent une certaine médiatisation. Ils sont principalement situés dans les deux états australiens dans lesquels le rugby à XIII est pratiqué ; la Nouvelle-Galles du Sud et le Queensland.  
Dans la plupart des pays anglophones, il existe également des équipes amateures issues de secteurs professionnels particuliers. C'est le cas des équipes issues de l'armée britannique (RAF par exemple), de la Police (en Australie par exemple).   
En Papouasie-Nouvelle-Guinée, le match entre la police et l'armée est même devenue un évènement incontournable de l'« agenda treiziste  ».  

## En France: confidentiel mais reconnu
Si la Super League, le Championship et le championnat de France Élite sont les compétitions les plus connues en France, de nombreux clubs amateurs, représentant des villes et des villages de France participent à des championnats et des coupes  très disputés qui se déroulent d’octobre à mai.
Le terme même de « rugby à XIII amateur  » existe  depuis les débuts du rugby à XIII en France, puisqu'on en trouve trace dans la presse française dans les années 1930 d'une « ligue française de rugby à XIII amateur  » qui se réunit en congrès à Orange le 25 juin 1939. 

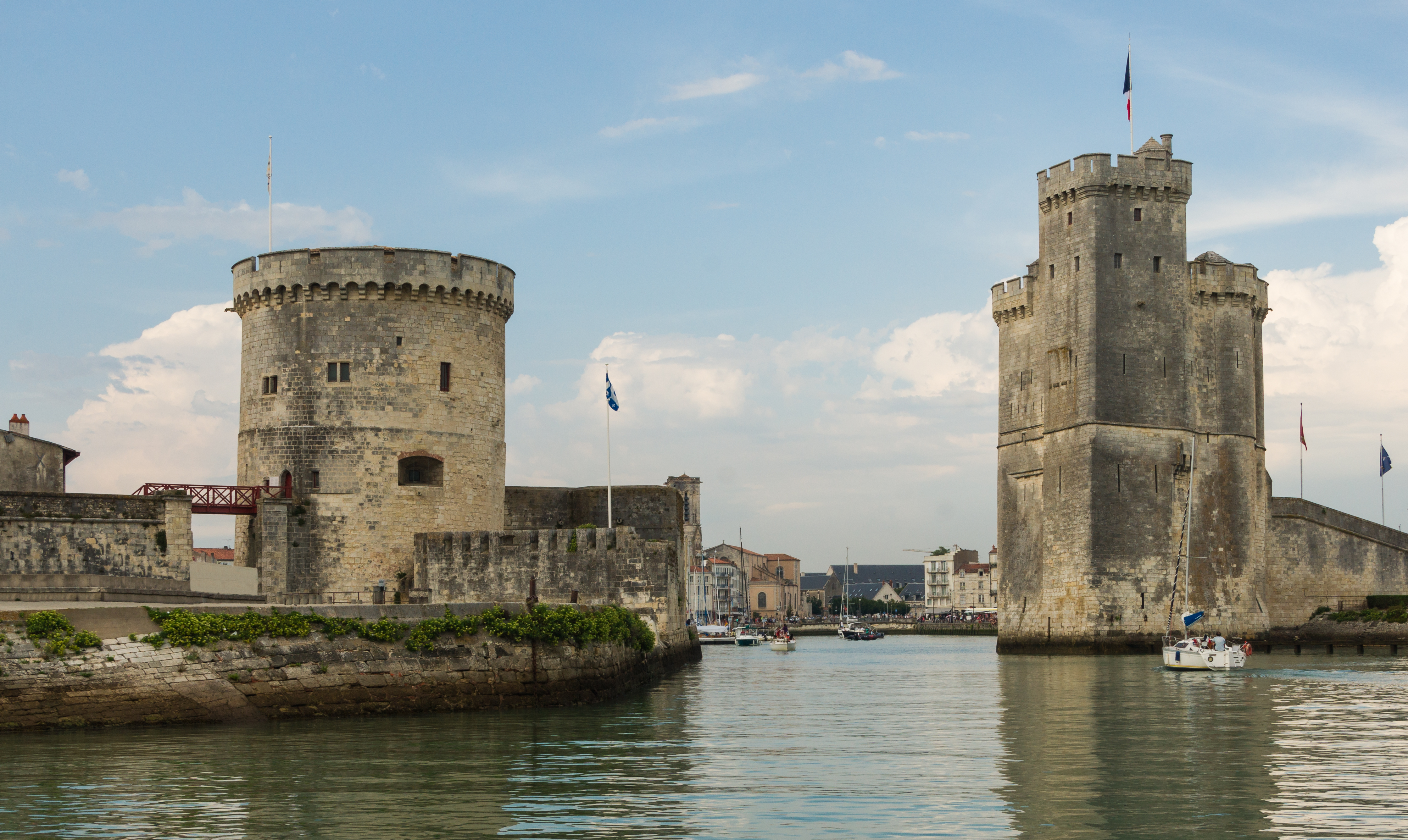
La Rochelle remporte la première coupe amateure en 1937

Des compétitions amateurs spécifiques sont même créées dans la période de l'avant-guerre : Un « championnat de France catégorie amateur » et « une coupe de France amateure ». Elles portent d'ailleurs expressément le nom d'« amateur ».  
En 1940, la fédération française de rugby à XIII espère même survivre au régime de Vichy, en s'engageant à une pratique intégralement amateure du sport. Mais cette garantie ne suffira pas à empêcher son interdiction.  
Les compétitions amateurs réapparaissent après la seconde guerre mondiale, mais elles seront désignées sous des appellations différentes. On cite le cas de la Coupe Falcou et de la Coupe Luc Nitard, qui, dans les faits,  sont disputées par des clubs amateurs.  Le championnat fédéral (sorte de quatrième division française) est, quant à lui,  disputé par des équipes amateures. 
A côté de cela, la Fédération française de rugby à XIII (FFR XIII) a développé la filière « loisir » de son sport; il est ainsi possible pour des joueurs de pratiquer le rugby à XIII dans ce cadre . C'est un outil de développement intéressant dans les régions non traditionnelles du rugby à XIII particulièrement en Île de France et dans les grandes villes : Nantes, Montpellier, etc. 
En 2019, la FFRXIII relance l'équipe de France amateure, qui avait été mise en sommeil. 

## Dans le reste du monde: souvent pratiqué par «défaut»
Ailleurs, dans ce que l'on appelle les nations émergentes, le rugby à XIII n'est pas suffisamment médiatisé ou pratiqué pour bénéficier de ressources financières.
Il est donc bien souvent le fait de joueurs de culture anglophone ou francophone expatriés. Ainsi en Norvège, on peut citer le cas des salariés des plateformes pétrolières. En Afrique, (hormis peut être le cas de l'Afrique du Sud et du Maroc)  le développement du sport se fait souvent par des initiatives de personnes passionnées par le sport, qui parfois investissent leur deniers propres pour permettre à leurs compatriotes de découvrir le sport, mais n'ont pas de moyens suffisants pour les rémunérer.